# Valier (Montana)
Valier è una città degli Stati Uniti d'America situata nel Montana, nella Contea di Pondera.